# Pànic (col·lecció)
Pànic (en anglès Goosebumps, és a dir pell de gallina) és una col·lecció de llibres de terror per a adolescents escrita per R.L. Stine, escriptor dels EUA. La sèrie, en anglès, fou editada per Scholastic Press, i en català per Ediciones B. La sèrie ha tingut molt d'èxit: se n'han arribat a vendre uns 220 milions de llibres a tot el món i ha inspirat una sèrie de televisió amb el mateix nom, emesa entre el 1995 i el 1998, i una pel·lícula, dirigida per Rob Letterman el 2015. La sèrie no ha estat doblada al català, però sí la pel·lícula.

## La col·lecció
El primer volum de la sèrie en anglès fou publicat el 1992. En català, però, no es va començar a editar fins al 1996; i l'últim dels 38 títols va aparèixer el 1999, per tant l'edició catalana va restar incompleta, ja que l'original en té 62. Amb el tombant del mil·lenni es publicaren un seguit de llibres que podem entendre com els continuadors dels primers: la col·lecció Pànic: Sèrie 2000 (Ediciones B, 1999-2000). En van sortir vuit dels 25 originals.
El 2014, l'editorial Hidra ha tornat a començar a publicar la col·lecció original, amb alguns títols canviats i alguns d'inèdits. Fins a l'abril del 2016 n'ha publicat vuit volums.
En anar adreçades a un públic juvenil, les històries són breus (al voltant de 150 pàgines) i la tipografia de les lletres és gran. Els protagonistes tenen sempre entre 12 i 14 anys, i sovint estan contades en primera persona.

## Títols publicats en català

### Pànic (Edicions B)
1. Un dia a Horrorlàndia
2. La casa de la mort
3. No baixis al soterrani
4. El somriure de la mort
5. Sang de monstre
6. Terror a la biblioteca
7. Pànic al campament
8. Visita aterridora
9. La màscara maleïda
10. La cara repugnant del terror
11. Mutació fatal
12. Els espantaocells caminen a mitjanit'
13. Melodia sinistra
14. Invisibles!
15. Perill a les profunditats
16. Sang de monstre II
17. La platja del fantasma
18. L'home llop del pantà
19. La nit del ninot diabòlic
20. Desitjos perillosos
21. El retorn de la mòmia
22. El fantasma del teatre
23. L'atac del mutant
24. Aventura esgarrifosa
25. Nit a la torre del terror
26. El cucut maleït
27. Sang de monstre III
28. Hi ha alguna cosa viva!
29. El ninot diabòlic
30. El fantasma udolador
31. Horror a Jellyjam
32. La venjança dels gnoms
33. El carrer de l'espant
34. El fantasma sense cap
35. L'abominable home de les neus
36. El ninot diabòlic III
37. El mag diabòlic
38. Monstres de Mart

### Pànic: Sèrie 2000
1. L'udol del gat
2. La núvia del ninot diabòlic
3. La professora monstre
4. La invasió dels abraçadors (I)
5. La invasió dels abraçadors (II)
6. El bessó pervers
7. Revenges, S.L.
8. El campament del terror

### Pànic (Editorial Hidra)
1. La nit del ninot vivent
2. Els espantaocells caminen a mitjanit
3. Perill a les profunditats
4. La maledicció de la tomba de la mòmia
5. Una nit a la torre del terror
6. Desitjos perillosos
7. L'home llop del pantà
8. Platja fantasma
9. Pànic al carrer de la por
10. La nit del ninot vivent 2
11. El monstre que se'ls va cruspir a tots
12. No baixis al soterrani
13. L'abominable home de les neus a Pasadena
14. La venjança dels gnoms de jardí
15. Sang de monstre
16. Unes fotos perilloses